# John Doyle (Komiker)

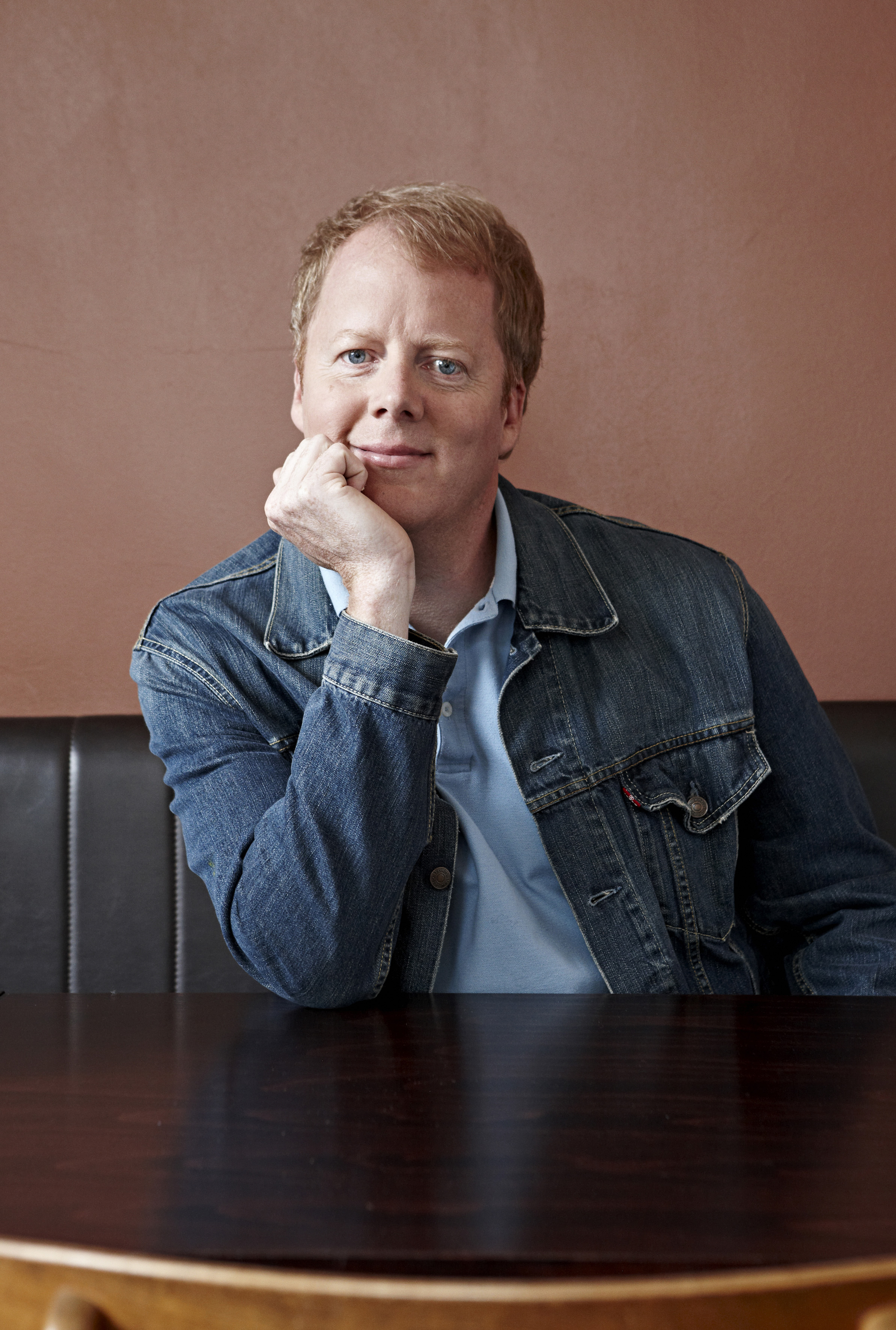
John Doyle im Jahre 2009

John Doyle (* 21. Juli 1963 in Oak Ridge, New Jersey) ist ein US-amerikanischer Komiker. Er lebt in Deutschland.

## Leben
John Doyle wuchs in New Jersey auf und schloss 1981 die Highschool ab.
Nach seiner dreijährigen Ausbildung zum Fluglotsen bei der US Navy studierte er von 1985 bis 1989 Journalismus und Theaterwissenschaften an der Montclair State University in New Jersey. 1989 folgte ein Jahr als Austauschstudent an der Karl-Franzens-Universität in Graz. Nach seiner Rückkehr in die USA arbeitete er als Deutschlehrer an seiner ehemaligen Highschool. 1999 verließ er erneut die Vereinigten Staaten und begann als Journalist im englischen Programm der Deutschen Welle in Köln. Es folgten Engagements bei Radio 100,1 Aachen, Radio NRW  und Lokalradios.
Seine Karriere als Komiker startete er 1996 mit seinem ersten Soloprogramm Allein in Deutschland. Seitdem bringt John Doyle dem Publikum sein Leben in Deutschland näher und beleuchtet mit den Augen eines US-Amerikaners die deutsche Gesellschaft mit ihren alltäglichen Stolperfallen und Fettnäpfchen. In den neusten Programmen thematisiert er auch die Irrungen und Wirrungen des Familienlebens sowie die Leiden eines Rückenkranken (Die Welt ist eine Bandscheibe).
Seine ersten großen Fernsehauftritte hatte er 2003 im Rahmen der 1. Staffel von Star Search. Hier erreichte er in der Kategorie Comedian das Finale, wo er sich dem Sieger Ingo Oschmann geschlagen geben musste.
Im Fernsehen war John Doyle unter anderem zu Gast bei Nightwash, TV total, Die Anstalt, Cindy aus Marzahn – und die jungen Wilden und dem Quatsch Comedy Club. Außerdem wurde 2006 seine Comedy-Reihe I love Deutschland im WDR Fernsehen gesendet.
Seit 2021 produziert John Doyle außerdem einen Podcast mit dem Titel „Das Leben ist Abenteuer genug“, welcher unter anderem auf NRWision zu hören ist.
John Doyle lebt in Köln.

## Soloprogramme
- 1996: Allein in Deutschland
- 1998: Mein Senf
- 2003: Sex ist nicht alles
- 2006: Guten Abend, Germany / Guten Abend, Motherfucker
- 2007: Thank You Deutschland
- 2009: Du bist Deutschland – macht aber nichts!
- 2010: Don't worry, be german!
- 2012: Die Welt ist eine Bandscheibe
- 2015: Voll der Stress

## Diskografie
- 2006: Guten Abend, Motherfucker

## Bibliografie
- 2010: Don't worry, be German: Ein Ami wird deutsch
- 2013: Die Welt ist eine Bandscheibe

## Auszeichnungen
- 2001: 3. Platz beim Comedy Cup in Köln
- 2003: 2. Platz in der 1. Staffel von Star Search in der Kategorie Comedian
- 2012: Dattelner Kleinkunstpreis
- 2013: Publikumspreis „sPEZIALiST“ (DESIMOs spezial Club, Hannover)
- 2014: Comedy-Health:Angel für „Das Leben ist eine Bandscheibe“
- 2014: 2. Platz beim Kabarettpreis Melsunger Scharfe Barte
- 2025: Westfälisches Blindhuhn